# Plebejus flavescens
Plebejus flavescens är en fjärilsart som beskrevs av Tutt 1909. Plebejus flavescens ingår i släktet Plebejus och familjen juvelvingar. Inga underarter finns listade i Catalogue of Life.